# Harlem shake (danse)
Pour les articles homonymes, voir Harlem shake (homonymie).
La danse Harlem Shake, à l'origine appelée le albee, est une danse présentée en 1981 par un résident d'Harlem nommé "Al B". La danse a été initialement appelée "albee", mais devint plus tard plus connue sous le nom d'Harlem Shake et son importance grandit au-delà du quartier. La danse s'est popularisée en 2001, lorsque G. Dep (en) mit en avant la danse Harlem shake dans son clip "Let Get It".

## Histoire
Le Harlem shake est une danse qui a commencé en 1981, dans le quartier de Harlem à New York. Depuis ses débuts, elle s'est étendue à d'autres zones urbaines et est devenue populaire dans les vidéoclips. L'inventeur auto-prétendu de la danse est "Al B", un résident de Harlem. En raison de son fondateur, la danse s'appelait à l'origine "albee", mais plus tard est devenue connue sous le nom d'Harlem Shake.
Al B est cité disant que la danse est « un tremblement ivre de toute façon, c'est un tremblement d'alcoolique, mais c'est fantastique, tout le monde l'apprécie. » Il dit qu'il vient de l'Égypte ancienne et la décrit comme une habitude des momies. Parce qu'elles étaient toutes enrubannées, elles ne pouvaient pas vraiment se déplacer, tout ce qu'elles pouvaient faire était de se secouer,. Al B déclare qu'il a fait trembler Harlem depuis 1981.

## Dans la culture populaire
Bien qu'il ait commencé en 1981, le Harlem Shake n'est vraiment devenu populaire qu'en 2001, lorsque G. Dep (en) mit en avant cette danse dans son clip "Let Get It",.
Le Harlem Shake est souvent associée à un mouvement de danse similaire, appelé "The Chicken Noodle Soup". Le "Chicken Noodle Soup" a évolué à partir du Harlem Shake et est devenu populaire au cours de l'été 2006 lorsque DJ Webstar (en) et Young B l'ont démocratisé. La danse est mentionnée dans la chanson "Old School" du groupe CunninLynguists ainsi que dans la chanson de Mac Dre "Dance Thizzle" et celle de Nelly "Dilemma".
En février 2013, une chanson sans rapport intitulée "Harlem Shake" à l'origine téléversée vers YouTube le 10 mai 2012, est devenue un mème Internet.